# Herluf Hansen
Herluf Hansen (født i Odense i 1938), er en tidligere dansk golfspiller. Som 10 årig startede han med at være caddie på den eneste bane der var i Odense. I 1962 startede Herluf som professionel spiller, i årene 1964 til 1998 var han træner i Sct. Knuds golfklub i Nyborg. Herluf var den første dansker der gik videre til slutrunden i British Open. Herluf har vundet store danske titler både som amatør og som professionel. I dag spiller Herluf fast i Sct. Knuds golfklub i handicap 4,5, og er klubbens førende senior. Herluf har 2 sønner Anders og Casper, som er Sct. Knuds 2 bedste spillere.
 Der er for få eller ingen kildehenvisninger i denne artikel, hvilket er et problem. Du kan hjælpe ved at angive troværdige kilder til de påstande, som fremføres i artiklen.